# Micropterus salmoides

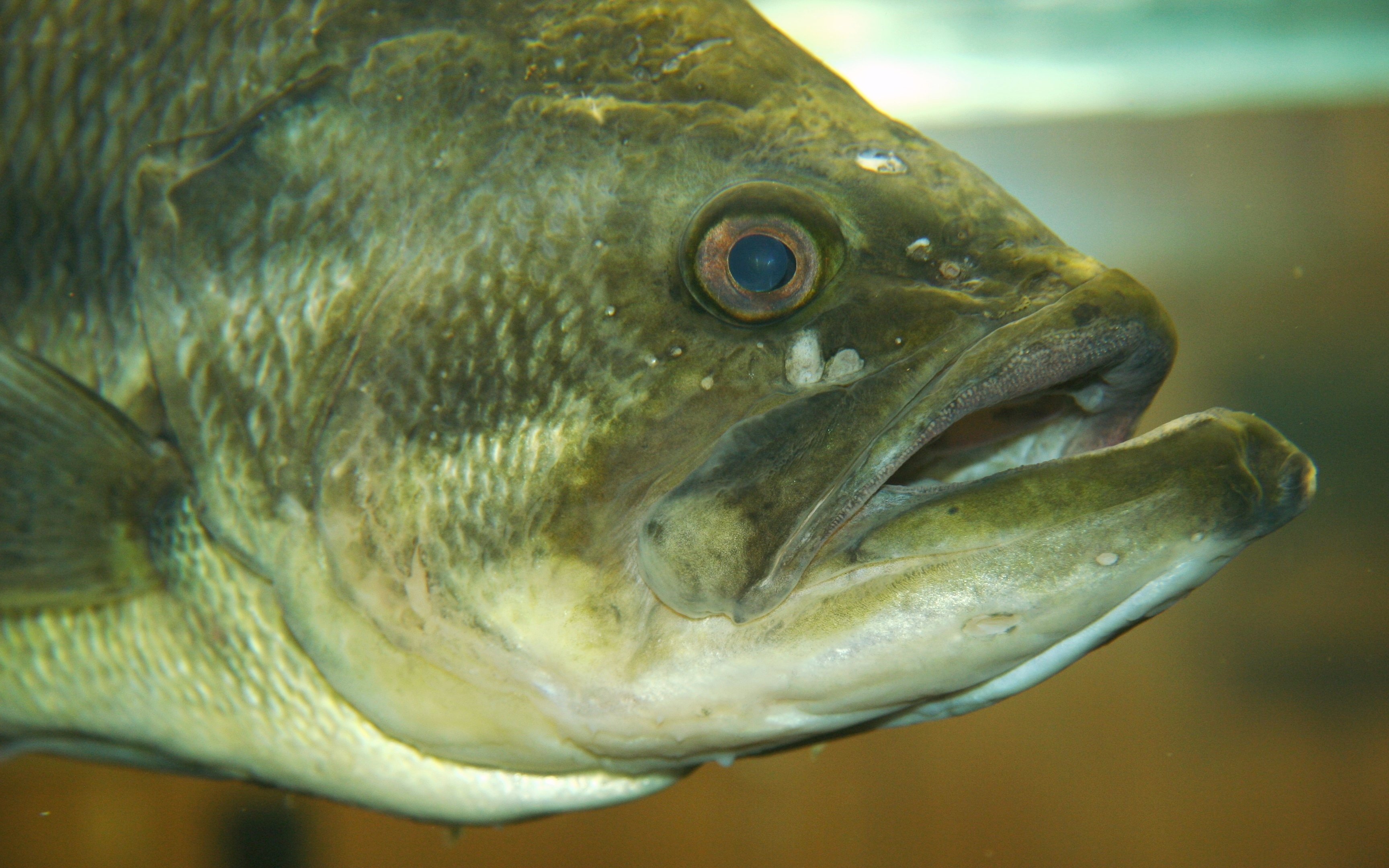
Particolare della bocca

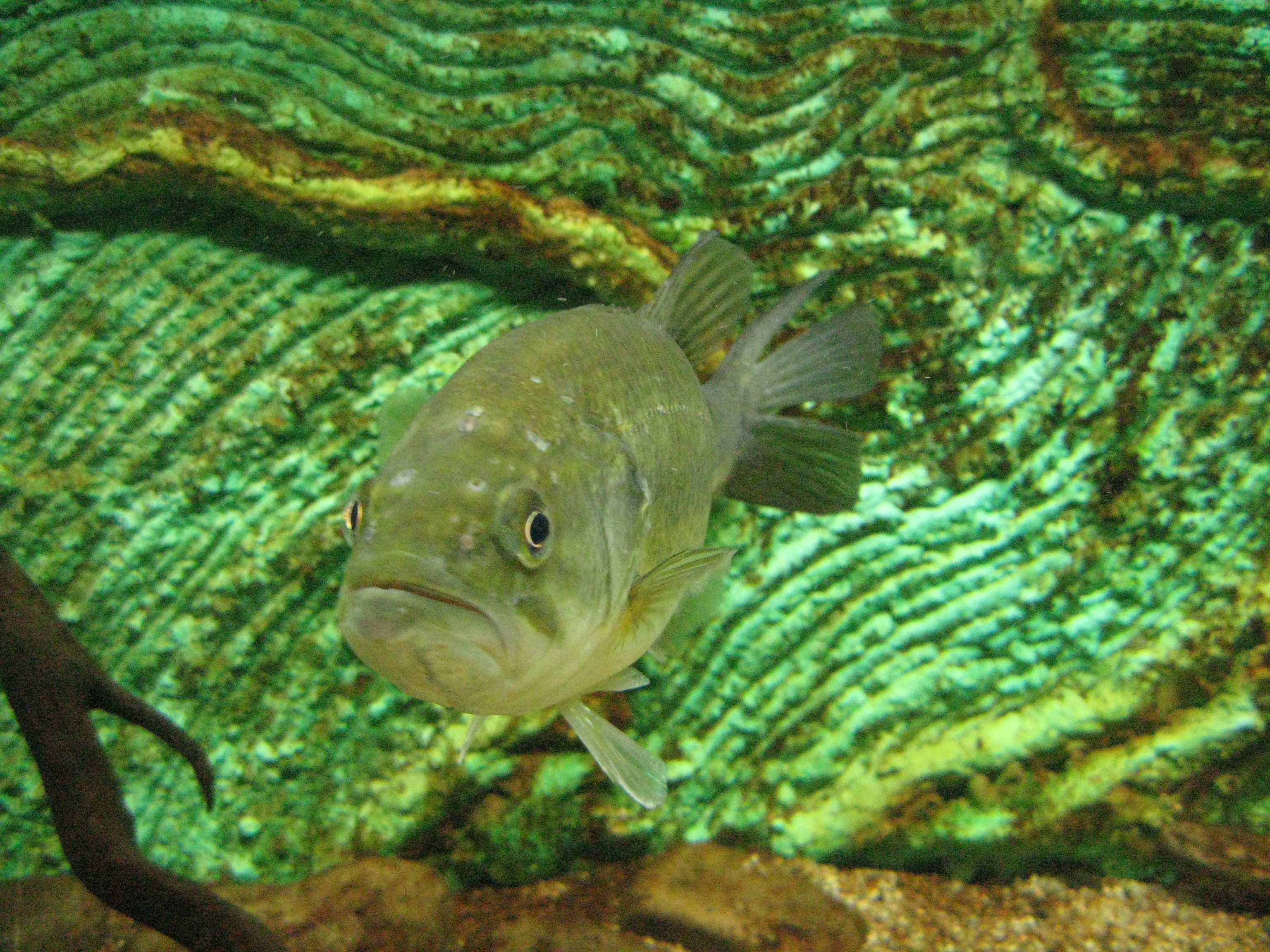
Visto di fronte.

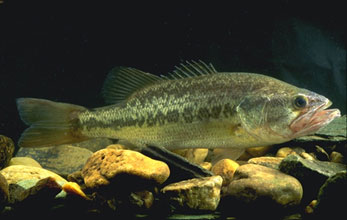

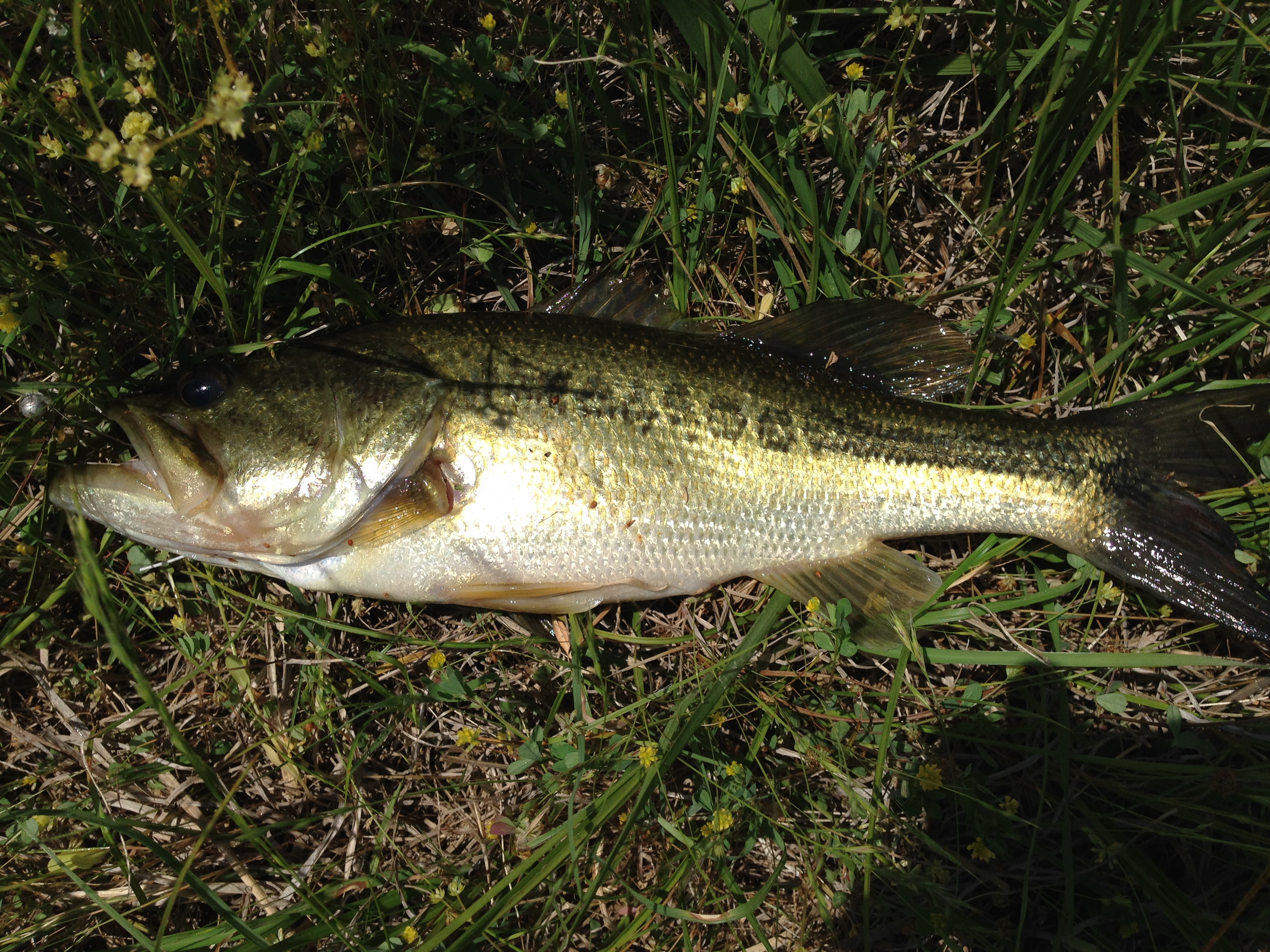
Individuo pescato

Il persico trota (Micropterus salmoides, Lacépède, 1802) (Regolamento (CE) N. 506/2008),  o Largemouth bass (inglese) o Achigan à grande bouche (francese) o Perca atruchada (spagnolo), in Italia conosciuto comunemente anche come boccalone, è un pesce osseo d'acqua dolce appartenente alla famiglia Centrarchidae.

## Distribuzione e habitat
Il persico trota è originario di un ampio areale in America settentrionale dai Grandi Laghi alla Florida e al Texas fino al nord del Messico, compreso l'intero bacino idrografico del Mississippi-Missouri. È stato introdotto in tutti i continenti tranne l'Antartide e si può considerare cosmopolita. In Europa è stato introdotto a partire dal 1883 in quasi tutti i paesi, ma si è rapidamente estinto nel Regno Unito, in Germania, in Polonia e nei Paesi Bassi, mentre è diffusissimo nelle zone meridionali e mediterranee come Italia, Spagna, Portogallo, sud della Francia e Balcani. È presente anche nel bacino del Danubio, negli affluenti sloveni. In Italia è stato introdotto ai primi del '900 nei laghi di Monate e di Comabbio (anticamente noto come "lago di Varano") da dove si è diffuso in tutto il paese, anche se nelle regioni meridionali e insulari la sua presenza è meno frequente che al centro-nord.
M. salmoides è una specie tipica delle acque ferme o a corrente debole, si incontra nei laghi, nei canali, negli stagni, nei bacini artificiali, nelle lanche e nel tratto basso dei fiumi (Zona dei ciprinidi fitofili) da cui può risalire più a monte, ma sempre evitando le acque più correnti. Nei laghi le zone preferite sono le acque basse e ricche di vegetazione lungo le rive, i canneti e le aree ricche di ninfee. Popola soprattutto zone a fondo sabbioso o fangoso ricche di vegetazione. Sopporta una salinità fino al 13‰.

## Descrizione
Il persico trota deve il suo nome inglese largemouth bass alla sua grande bocca e alla somiglianza con la spigola (sea bass) della forma del corpo, che però in M. salmoides è più tozzo. Il corpo ha forma ovale ed è piuttosto robusto, poco compresso lateralmente. La bocca è molto grande (l'osso mascellare supera largamente l'occhio), obliqua, armata di denti piccoli e molto numerosi. La mandibola è leggermente sporgente. La pinna dorsale è unica, con la parte anteriore a raggi spiniformi e la posteriore, più alta, a raggi molli. Tra la parte a raggi spinosi e quella a raggi molli, c'è un'intaccatura che può dare l'impressione che le dorsali siano due. La pinna anale ha 3 raggi spinosi e il resto molli. La pinna caudale è ampia e ha una modesta incisione centrale, i due lobi sono arrotondati. 
Il colore di fondo del corpo è variabile in funzione delle caratteristiche dell'habitat; generalmente è di un verdastro leggermente più scuro sul dorso che schiarisce sui fianchi e vira al biancastro sul ventre. Tutto il corpo è cosparso di macchiette scure di numero, forma e dimensioni molto variabili. È sempre presente una fascia longitudinale scura, meno vistosa nei grandi esemplari ma molto definita nei giovani, in cui spesso si suddivide in una serie di macchie nere allineate. Negli adulti sono quasi sempre presenti tre sottili fasce scure radiali che partono dall'occhio e raggiungono il bordo dell'opercolo. Pinne verdastre senza ornamentazioni di sorta.
La misura massima nota è di 97 cm per oltre 10 kg, la misura comune degli adulti è attorno ai 40 cm.

## Biologia
Può vivere fino a 23 anni. Gli esemplari fino ai due anni di età tendono al gregarismo e formano piccoli banchi, gli adulti tendono ad isolarsi. In inverno tende a raggiungere profondità più elevate e a cadere in un periodo di ridotta attività, in estate è frequente nei pressi della superficie.

### Riproduzione
Si riproduce in primavera e all'inizio dell'estate. In questa stagione il maschio ripulisce un tratto di fondale di sabbia o ghiaia in acqua bassa ove la femmina deporrà le uova in numero da 1 000 a 10 000 in base alle dimensioni corporee. Le uova vengono deposte a più riprese durante la stagione riproduttiva. In seguito il maschio o entrambi i genitori sorvegliano il nido fino a che gli avannotti non lo avranno lasciato.

### Alimentazione
È un predatore molto vorace, gli adulti si nutrono soprattutto di pesci e, secondariamente, di gamberi e anfibi. Possono essere occasionalmente predati tutti gli animali di dimensioni idonee come insetti, bisce d'acqua e perfino, in casi rarissimi, piccoli mammiferi e pulcini di uccelli acquatici. I giovani si cibano di invertebrati acquatici e tendono a diventare sempre più piscivori con l'aumentare della taglia. Non si alimenta durante il periodo riproduttivo e quando la temperatura scende sotto i 5 °C o sale sopra i 37 °C.

## Impatto ambientale
L'introduzione di questa specie ha prodotto danni alle popolazioni ittiche autoctone in molti paesi. Ad esempio è responsabile della rarefazione e dell'estinzione locale di alcune specie di Cyprinidae endemiche della Spagna. È inserito nell'elenco delle 100 tra le specie invasive più dannose al mondo.

## Pesca
È una specie ittica molto apprezzata dai pescatori sportivi, vista la sua combattività. Viene utilizzata la tecnica dello spinning e della pesca a mosca. Viene insidiato da un gran numero di appassionati con tecniche sviluppate appositamente per questa specie (bassfishing) utilizzando esche artificiali come popper, spinnerbait, cranckbait, e vari artificiali siliconici che vanno a imitare gamberi della Louisiana, vermi e rane. L'importanza della specie per la pesca commerciale è molto limitata e solo locale; nonostante le carni siano da ritenersi ottime si trova molto di rado in commercio. Viene allevato in impianti di piscicoltura per produrre materiale da ripopolamento.

## Acquariofilia
Viste le dimensioni può essere ospitato solo da grandi strutture pubbliche.